# Odissea nell'ospizio
Odissea nell'ospizio è un film italiano del 2019 diretto da Jerry Calà e interpretato da I Gatti di Vicolo Miracoli.

## Trama
Con l’arrivo dell’attore Nino Palermi, costretto su una sedia a rotelle dopo un incidente e ora accudito dal figlio Fulvio, nella casa di riposo per artisti Walter Chiari si ricompone il gruppo cabarettistico de I Ratti, completato da Jimmy Canà, Franz Occhini e Gilberto Smania, già ospiti della struttura da diverso tempo. I quattro comici si trovano in una precaria situazione economica dovuta al fallimento delle loro carriere dopo lo scioglimento del quartetto trent’anni prima. La presenza di Jimmy fa infuriare Nino, il quale serba ancora rancore a causa di un litigio avvenuto trent’anni prima.
La vita degli ospiti viene messa a soqquadro dalla visita dell’avvocato Luca Martirio, un vecchio compagno di scuola dei Ratti che venne escluso dal gruppo agli albori. Franz accorre ad accoglierlo convinto che sia un nuovo ospite, ma scopre che Martirio è il rappresentante della Futuro Sereno Onlus, un’organizzazione no profit che amministra questa e un’altra decina di case di riposo. Martirio porta al direttore Billy Campobasso una lettera del prefetto, che affida il collocamento di 6 profughi provenienti dall’Eritrea e dalla Somalia. La notizia viene accolta non proprio bene dagli ospiti, in particolare da Gilberto, che non è disposto a ospitare nessun profugo nella sua stanza. Ad accogliere i nuovi ospiti c’è anche la dottoressa Miriam, che nel frattempo accresce la propria complicità con Jimmy.
Col passare dei giorni aumenta l’interesse mediatico attorno alla casa di riposo e un’emittente televisiva vi si intrufola per realizzare un servizio sui profughi, ma quando un operatore riconosce i Ratti assieme a tavola i protagonisti del servizio diventano loro. Poco dopo il direttore Campobasso annuncia che nonostante l’ospitalità data ai profughi la casa di riposo sta per fallire a causa di una voragine di 200.000 euro nel bilancio. Immediatamente entra nella stanza Lara, figlia di Jimmy e volontaria per soccorrere i migranti, che scopre dove vive realmente suo padre e lo incoraggia a rimettersi in pista. Nel frattempo Nino, insospettito dai problemi economici, fa visita al direttore nel suo ufficio e scopre che egli è ludopate e ha sperperato i fondi dell’ospizio scommettendo.
A turbare ulteriormente il quartetto è il blitz di un esattore di Equitalia in cerca di Gilberto, che rivela di non aver mai pagato le tasse in vita sua. Per sfuggire al controllo i Ratti inscenano la morte di Gilberto come in un loro vecchio sketch teatrale dimostrando di essere ancora molto affiatati insieme. Intanto Jimmy cerca di ricongiungersi con la sua ex moglie Carla, la quale rifiuta di ospitarlo e lo invita ad andarsene, ma proprio in quel momento viene trasmesso in televisione il servizio sui Ratti. L’indomani Sergio Longhi, agente di Jimmy, gli comunica che dopo la messa in onda dello speciale televisivo ha ricevuto un’offerta di 100.000 euro per una reunion televisiva del gruppo. I due sono d’accordo nel dividere tra loro il 60% della cifra e lasciare agli altri il rimanente, dicendo loro che l’offerta è di soli 10.000 euro a testa. Gilberto e Franz acconsentono a riunirsi, ma Nino è ancora arrabbiato con Jimmy e rifiuta.
Intanto cresce l’armonia tra i migranti e gli anziani della casa di riposo e anche Gilberto cambia idea su di loro quando si innamora di Aisha, anch’essa pianista come lui. Un giorno fa visita alla villa una acquirente americana accompagnata dall’avvocato Luca Martirio e da un broker assicurativo, che Nino si accorge essere suo figlio Fulvio. Gilberto riconosce che la donna in questione è Katherine Kelly Lang, che vuole smantellare l’ospizio per farne la sua casa delle vacanze. Nino mette in guardia Martirio dalle reali intenzioni dell’attrice e di suo figlio facendo saltare l’affare e in cambio lo convince a concedere una fideiussione di 100.000 euro per aiutare la struttura. Nino, Franz e Gilberto cercano un modo per reperire i soldi mancanti, mentre Miriam abbandona la casa di riposo per andare all’estero col suo compagno Rodolfo, che si rivela un anziano, dicendo addio a Jimmy. Per impedire la partenza della dottoressa Jimmy confessa la vera cifra dell’offerta a Nino per convincerlo a partecipare alla reunion, ma lui rifiuta arrabbiandosi ancor di più.
Anche Nino si prepara così a lasciare l’ospizio, ormai pronto a chiudere, per andare a Panama grazie alla sua grossa pensione. Inscena così il suo suicidio nel pozzo della villa e chiede ai suoi amici, tramite un registratore, di onorarlo con un ultimo ballo in sua memoria. Nonostante il dispiacere gli ospiti della villa iniziano a ballare e Jimmy ha un infarto a causa del senso di colpa, perché era stato lui a dire a Nino di gettarsi nel pozzo durante la loro lite. Osservando la scena da un cespuglio Nino si spaventa e fa ritorno alla casa di riposo mostrandosi mentre cammina e rivelando quindi di non essere veramente invalido, ma di aver finto per attirare l’attenzione del figlio. Anche Miriam e Lara si precipitano per soccorrere Jimmy, che si riappacifica con Nino rivelandogli di non ricordarsi nemmeno più della donna per cui avevano litigato. I Ratti si riuniscono finalmente per lo spettacolo televisivo e riescono così a salvare la casa di riposo.

## Produzione
Il film è stato annunciato per la prima volta a Verona nel settembre 2015, durante l’evento di Gala Giulietta e Romeo dove i Gatti di Vicolo Miracoli hanno ritirato un premio alla carriera. Il cast e la trama sono stati presentati ufficialmente nel giugno 2016 al Taormina Film Fest, pochi giorni prima dell’inizio delle riprese, svoltesi ai Castelli romani e conclusesi poi a luglio. È il quarto film interpretato dal gruppo al completo dopo Arrivano i gatti (1980) e Una vacanza bestiale (1981) di Carlo Vanzina e Gli inaffidabili (1997), diretto anch'esso da Jerry Calà.

## Colonna sonora
Della colonna sonora del film il 1º ottobre 2019 è stato pubblicato a nome Jerry Calà feat. I Gatti di Vicolo Miracoli il singolo Odissea nell'ospizio in download digitale.

## Distribuzione
Inizialmente prevista tra la fine del 2017 e l’inizio del 2018, il 15 luglio 2019 è stata annunciata ufficialmente l'uscita del film sulla piattaforma digitale Chili il 2 ottobre. Il giorno successivo il film è stato presentato in anteprima all'Ischia Global Film & Music Fest. Il 21 luglio, nel corso della trasmissione Hit the Road Man su Canale 5, è stato diffuso il primo teaser trailer del film. Il trailer ufficiale è stato pubblicato il 27 settembre successivo, mentre otto giorni prima era già uscito il videoclip dell’omonima canzone del film scritta da Jerry Calà e composta da Umberto Smaila. Il film ha avuto una limitata distribuzione evento nelle sale il 1º ottobre 2019.